# عنکبوت‌های پلیکانی
 عنکبوت‌های پلیکانی (Archaeidae) خانواده‌ای از عنکبوتها هستند.
این خانواده ۳ سرده و ۲۸ گونه را دربر می‌گیرد.